# Pagaronia hamatus
Pagaronia hamatus är en insektsart som beskrevs av Choe 1980. Pagaronia hamatus ingår i släktet Pagaronia och familjen dvärgstritar. Inga underarter finns listade i Catalogue of Life.